# Films and Filming
Films and Filming (în traducere „Filme și filmări”) a fost cea mai longevivă revistă de cinema⁠(d) cu profil gay⁠(d) din Marea Britanie, care a apărut înainte de dezincriminarea parțială a homosexualității în Anglia și Țara Galilor⁠(d).

## Profil editorial
Revista a fost lansată în 1954 și includea, pe lângă conținutul specific al revistelor de cinema, articole și imagini cu tematică homosexuală (inclusiv profiluri și imagini ale unor actori ca Dirk Bogarde și Rock Hudson, ale căror sexualități erau ambigue la acea vreme), anunțuri personale⁠(d) și reclame comerciale adresate homosexualilor, precum și articole despre cenzurarea temelor homosexuale⁠(d) în arta teatrală și cinematografică.
Films and Filming a fost considerată o revistă populară și respectată pe plan internațional în anii 1950 și 1960. Era disponibilă pe scară largă în librării și la chioșcurile de ziare și a fost cea mai de succes publicație a editurii Hansom Books⁠(d).
În urma adoptării Legii privind infracțiunile sexuale din 1967⁠(d), care a dezincriminat parțial relațiile homosexuale în Anglia și Țara Galilor, revista a putut să aibă un nivel mai înalt de libertate și să publice fotografii cu bărbați goi pe copertă.